# Juncto (Latijn)
Juncto, afgekort tot jo. of j°, is een Latijnse uitdrukking die gebruikt wordt als er iets wordt genoemd in verband met. De term wordt veelvuldig gebruikt in juridische stukken in geval van een opsomming van artikelen, om aan te geven dat deze in samenhang met elkaar moeten worden gelezen.
Het meervoud is junctis, afgekort tot jis.
Voorbeelden:
- Art. 3:12 jo. art. 3:15 BW.
- Art. XX.1 jis. XX.2, XX.3, XX.4 en XX.5 Insolventiewet, opgenomen in Boek XX van het WER.